# عضلة إبرية بلعومية
العضلة الإبرية البلعومية أو stylopharyngeus muscle هي إحدى عضلات الرأس والعنق. تنشأ من الناتئ الإبري الصدغي، وترتكز بعض أليافها على حافة الغضروف الدرقي الخلفية، بينما ترتكز بقية الألياف على السطح العميق للجدار البلعومي. يُعصبها العصب اللساني البلعومي (العصب القحفي التاسع). ويتمثل عملها برفع الحنجرة والبلعوم وتوسيع الأخير، مما يُسهّل عملية البلع.

## بنية العضلة
العضلة الإبرية البلعومية هي واحدة من العضلات الثلاث الطويلة للبلعوم، تتصف بكونها نحيلة وذات شكل مستدق (تتضيق تدريجياً بدءاً من المنشأ وانتهاءاً بالمرتكز) حيث توصف بأنَّها أسطوانية من الأعلى ومسطحة من الأسفل.
تنزل العضلة الإبرية البلعومية من الناتئ الإبري للعظم الصدغي على طول الحافة الجانبية للبلعوم ثمَّ تمر بين العضلة المضيقة للبلعوم العلوية (الموجودة إلى العمق من العضلة الإبرية البلعومية) والعضلة المضيقة للبلعوم الوسطى (الموجودة سطحيًا من العضلة الإبرية البلعومية).

### المنشأ
تنشأ من الجهة الإنسية للناتئ الإبري الصدغي. و تتميز بكونها العضلة الوحيدة في البلعوم التي لا تنشأ من الجدار البلعومي.

### المرتكز
ترتكز العضلة الإبرية البلعومية على جدار البلعوم الجانبي، بالإضافة إلى الحافة الخلفية للغضروف الدرقي.

### التعصيب
العضلة الإبرية البلعومية هي العضلة الوحيدة من عضلات البلعوم التي تُعصَّب بواسطة العصب اللساني البلعومي، بينما تُعصَّب بقية عضلات البلعوم من قبل العصب المبهم بفرعه الحركي الحشوي الخاص الذي تقع أجسام الخلايا العصبية الخاصة به ضمن القسم العلوي من النواة الغامضة.

### التروية الدموية
تتلقى العضلة الإبرية البلعومية التروية الشريانية بواسطة الفرع البلعومي للشريان البلعومي الصاعد.

### النزح اللمفاوي
يتم التصريف اللمفاوي للمنطقة المحيطة بالعضلة الإبرية البلعومية عن طريق العقد اللمفاوية الرقبية المتوسطة التي تصبُّ في العقد فوق الترقوة اللمفاوية.

### المنشأ الجنيني
تنشأ العضلة الإبرية البلعومية جنينياً من القوس البلعومية (الغلصومية) الثالثة، والذي يتطور ما بين الأسبوع الرابع والسابع من الحمل.

## الوظيفة
تتلخص وظيفة العضلة الإبرية البلعومية بـ:
- رافعة للحنجرة.
- رافعة للبلعوم.
- موسعة للبلعوم، حيث تسمح بمرور كمية كبيرة من الطعام، مما يسهل عملية البلع.

## صور إضافية

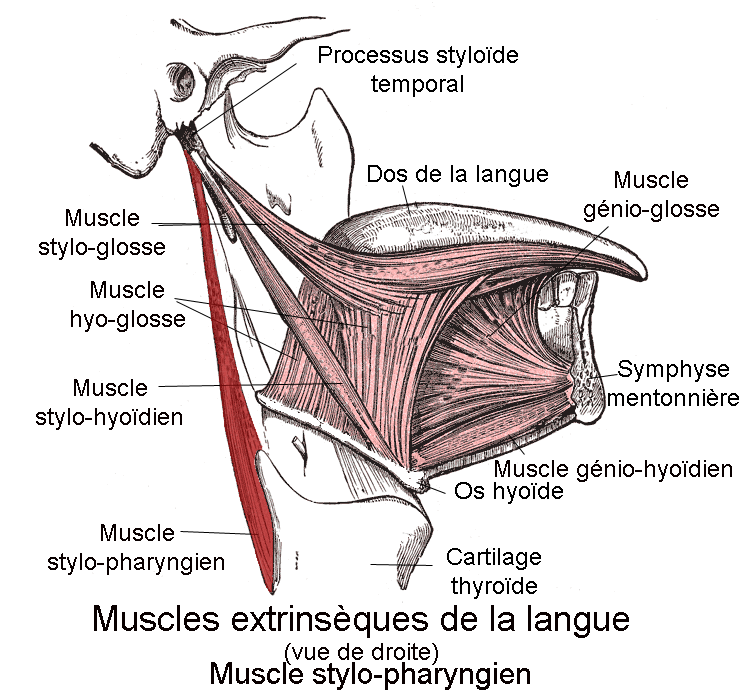
صورة توضح عضلات البلعوم ومن ضمنها العضلة الإبرية البلعومية (stylopharyngeus muscle)

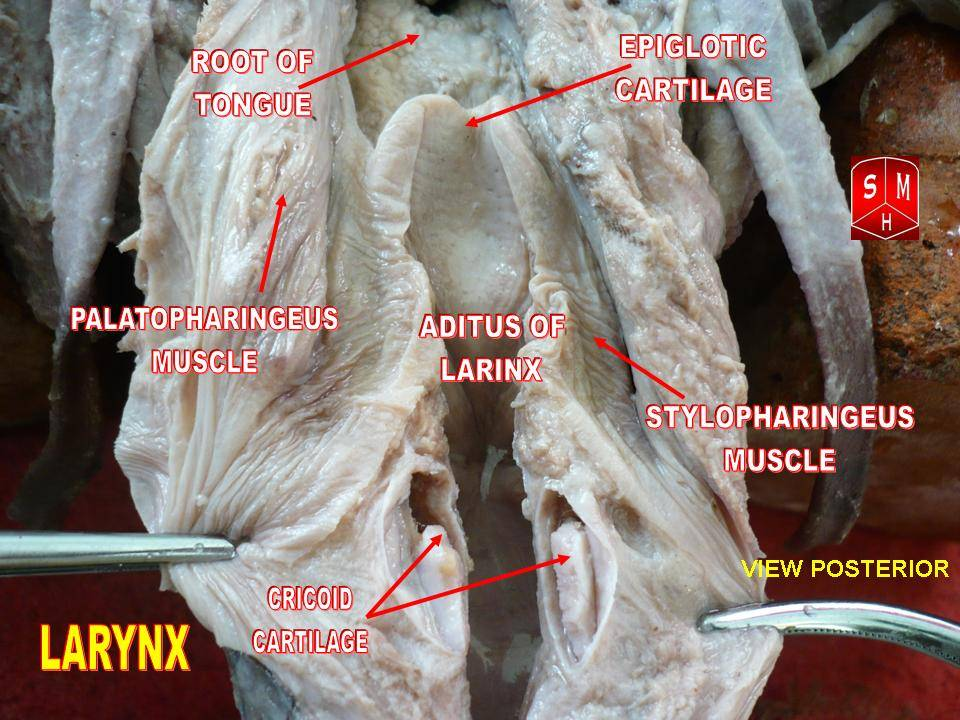
العضلة الإبرية البلعومية

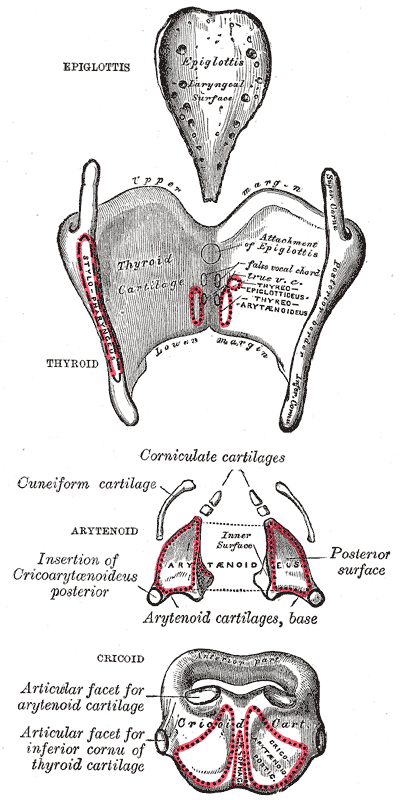
منظر خلفي لغضاريف الحنجرة

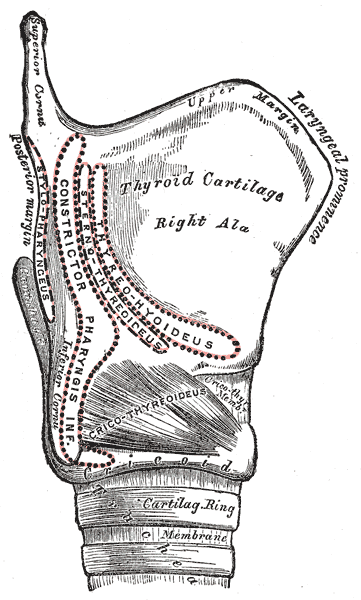
منظر جانبي للحنجرة يظهر فيه آثار المرتكزات العضلية

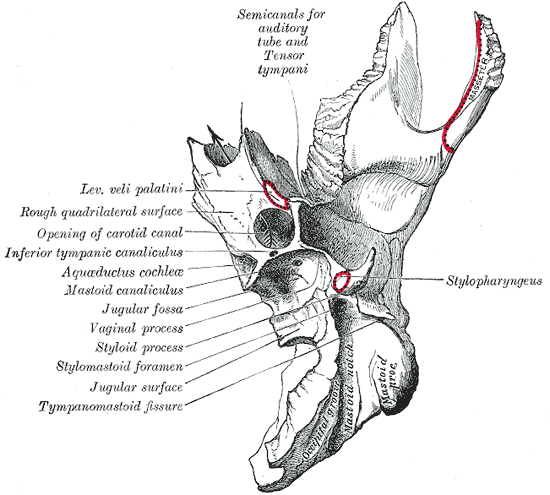
السطح السفلي للعظم الصدغي الأيسر